# Bernie Mac
Bernard Jeffrey "Bernie" McCullough (n. 5 octombrie 1957, Chicago, Illinois, SUA – d. 9 august 2008, Chicago, Illinois, SUA), cunoscut sub numele de Bernie Mac, a fost un actor american. Născut și crescut în Chicago, Illinois, Mac a devenit popular prin stand-up comedy. El a lucrat cu actorii celebri Steve Harvey, Cedric the Entertainer, D. L. Hughley ca The Original Kings of Comedy. A fost star-ul în The Bernie Mac Show (2001-2006) care a primit două premii Emmy.
El suferea de sarcoidoză pulmonară și a murit pe 9 august 2008.

## Biografie
Mac s-a născut în Chicago, Illinois, iar mai târziu s-a mutat în Tampa, Florida.

## Cariera
Mac a început stand-up comedy în Chicago's Cotton Pickin' Club.

## Filmografie
| An   | Titlu                                                                    | Rol                 | Note                  |
| ---- | ------------------------------------------------------------------------ | ------------------- | --------------------- |
| 1992 | Mo' Money                                                                | Club doorman        | Cameo                 |
| 1993 | Who's the Man?                                                           | G-George            |                       |
| 1994 | Above the Rim                                                            | Flip                |                       |
| 1994 | House Party 3                                                            | Uncle Vester        |                       |
| 1995 | Friday                                                                   | Pastor Clever       |                       |
| 1995 | The Walking Dead                                                         | Ray                 |                       |
| 1996 | Don't Be a Menace to South Central While Drinking Your Juice in the Hood | Officer Self Hatred | Cameo                 |
| 1996 | Get on the Bus                                                           | Jay                 |                       |
| 1997 | B*A*P*S                                                                  | Mr. Johnson         |                       |
| 1997 | Booty Call                                                               | Judge Peabody       |                       |
| 1997 | How to Be a Player                                                       | Buster              |                       |
| 1997 | Don King: Only in America                                                | Bundini Brown       |                       |
| 1998 | The Players Club                                                         | Dollar Bill         |                       |
| 1999 | Viața-n pușcărie                                                         | Jangle Leg          |                       |
| 2000 | The Original Kings of Comedy                                             | Himself             | Documentary           |
| 2001 | Ocean's Eleven                                                           | Frank Catton        |                       |
| 2001 | What's the Worst That Could Happen?                                      | Uncle Jack          |                       |
| 2003 | Bad Santa                                                                | Gin Slagel          |                       |
| 2003 | Charlie's Angels: Full Throttle                                          | Jimmy Bosley        |                       |
| 2003 | Head of State                                                            | Mitch Gilliam       |                       |
| 2004 | Mr. 3000                                                                 | Stan Ross           |                       |
| 2004 | Ocean's Twelve                                                           | Frank Catton        |                       |
| 2005 | Guess Who                                                                | Percy Jones         |                       |
| 2005 | Lil' Pimp                                                                | Fruit Juice         |                       |
| 2007 | Ocean's Thirteen                                                         | Frank Catton        |                       |
| 2007 | Pride                                                                    | Elston              |                       |
| 2007 | Transformers                                                             | Bobby Bolivia       |                       |
| 2008 | Madagascar: Escape 2 Africa                                              | Zuba (voice)        | Released posthumously |
| 2008 | Soul Men                                                                 | Floyd Henderson     | Released posthumously |
| 2009 | Old Dogs                                                                 | Jimmy Lunchbox      | Released posthumously |

## Televiziune
| An        | Titlu               | Rol               | Note         |
| --------- | ------------------- | ----------------- | ------------ |
| 1996–2000 | Moesha              | Uncle Bernie      | 11 episoade  |
| 2001–2006 | The Bernie Mac Show | Bernie McCullough | 103 episoade |
| 2003      | King of the Hill    | Mack (Voce)       | 1 episod     |
| 1997      | The Wayans Bros.    | Shane             | 1 episod     |